# Mutpuracinus
Mutpuracinus is een uitgestorven buidelwolf die in het Mioceen op het Australische continent leefde. Het geslacht omvat één soort, M. archiboldi

## Fossiele vondsten
Fossielen van Mutpuracinus zijn gevonden in de Camfield Beds van Bullock Creek in het Noordelijk Territorium. Deze vondsten dateren uit het Midden-Mioceen. In dezelfde periode kwamen verschillende andere buidelwolven voor in Australië, zoals Thylacinus macknessi en Nimbacinus dicksoni. Van Mutpuracinus zijn twee fossielen gevonden, waaronder een schedel.

## Kenmerken
Met een geschat gewicht van 1000 gram is Mutpuracinus de kleinste bekende buidelwolf. Wat betreft het formaat kwam deze soort overeen met de buidelmarters en vermoedelijk vervulde Mutpuracinus een vergelijkbare ecologische niche als roofdier.